# البعثة الاستكشافية القطبية النمساوية المجرية

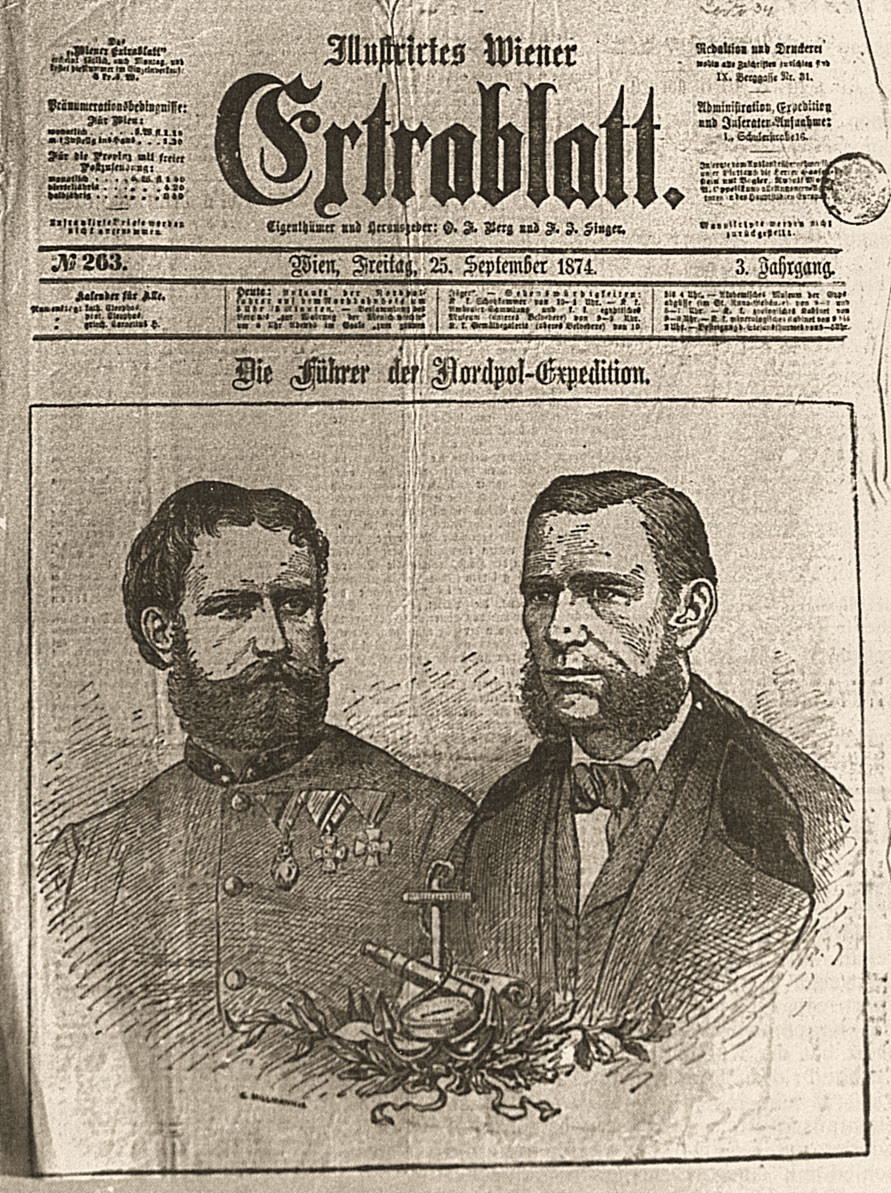
يوليوس باير (يسار) مع كارل فيبريخت على غلاف مجلة فينر إكسترا بلات المصورة، 25. سبتمبر 1874

بدأت البعثة النمساوية المجرية لاستكشاف القطب الشمالي (أو حسب يوليوس باير ، بعثة القطب الشمالي النمساوية المجرية، أو كما يطلق عليها أحيانا بعثة باير-ويبرخت) في عام 1872 بقيادة كارل ويبرخت ويوليوس باير وانتهت عام 1874. نفذت بمبادرة وبدعم مالي من الكونت هانز ويلتشيك وفريدريش شي فون كوروملا من أجل استكشاف المحيط المتجمد الشمالي عن كثب. جنّد طاقم البعثة من جميع أنحاء النمسا والمجر، ولكن بشكل خاص من منطقتي استريا ودالماسيا.

## مسار الرحلة

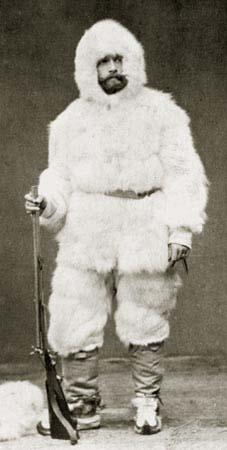
يوليوس باير

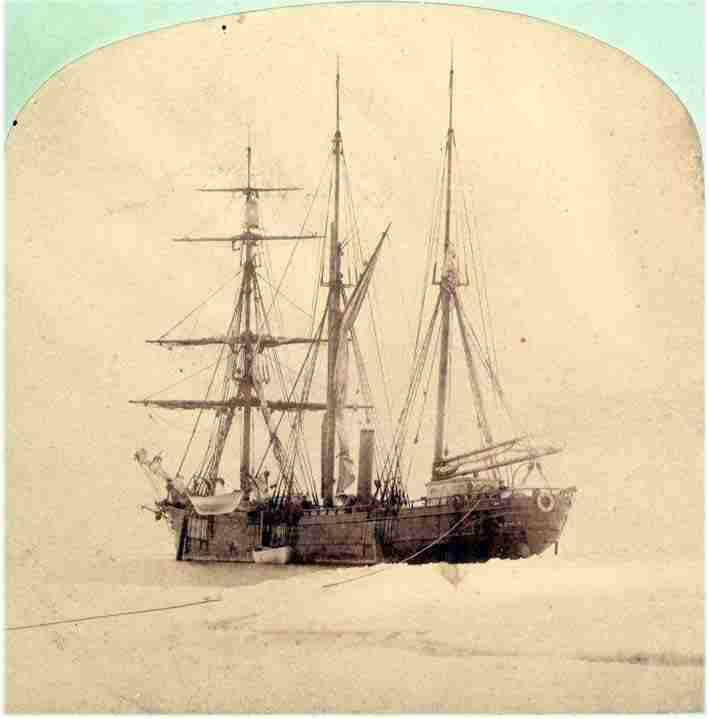
السفينة "أدميرال تيغيتهوف" محاصرة بالجليد

سافرت البعثة بسفينة الاستكشاف «الأدميرال تيغيتهوف»، وهي سفينة شراعية بمحرك مساعد، وغادرت ميناء ترومسو النرويجي بطاقم مؤلف من 24 فردًا في يوليو 1872، وفي نهاية شهر أغسطس من نفس العام علقت السفينة في الجليد عند 79 درجة 51د شمال نوفايا زيمليا ودُفعت إلى في منطقة قطبية كانت حتى ذلك الوقت معروفة للصيادي الفقمة والحيتان فقط. سابقًا فقط بالصيادين وصائدي الحيتان. في ذلك الجرف اكتشفت البعثة يوم 30. أغسطس 1873 مجموعة الجزر التي كانت معروفة فقط لدى بعض الصيادين النرويجيين باسم «رونبيك لاند» (بالألمانية: Rønnbeck Land)، والتي أطلقوا عليها اسم «أرض فرانتس يوزيف» على اسم الإمبراطور فرانز جوزيف الأول، وسميت الجزيرة الأولى التي وطأتها البعثة جزيرة فيلتشيك على اسم ممولها الكونت فيلتشيك، وهناك ذهب الباحثون في عدد من الرحلات بالزلاجات وسيرًا على الأقدام في الأرخبيل لرسم خريطة للمنطقة، وقضى أعضاء البعثة شتاءين على متن السفينة المحاصرة.
في ربيع عام 1874 قررت قيادة الحملة ترك السفينة وراءها في الجليد وإنشاء أماكن إقامة متنقلة ومحطات مراقبة مؤقتة في الشمال، بينما بقي باقي أفراد الطاقم على متن السفينة، وشق باير وبعض رفاقه طريقهم شمالًا لبلوغ خط العرض الـ 82 وكسر الرقم القياسي البالغ من العمر 50 عامًا تقريبًا للمستكشف القطبي البريطاني جيمس كلارك روس. وفي واقع الأمر لم يكن معروفًا بعد أن فرانسيس هول قد سجل رقمًا قياسيًا جديدًا في عام 1871. وبعد مسيرة استمرت 17 يومًا بلغ بايير ورفاقه، ضابط السفينة إدوارد فون أوريل والبحار أنطونيو زانينوفيتش في 12 أبريل 1874 أقصى نقطة في شمال الأرخبيل عند خط عرض 81 درجة 50د شمالا، وأطلق عليها اسم«رأس فليجلي» (بالألمانية: Kape Fligely)، ثم اضطروا إلى السير مسافة 300 كيلومتر عائدين إلى السفينة، وبذلك سار باير ما يزيد مجموعه عن 800 كيلومتر في الأرخبيل.

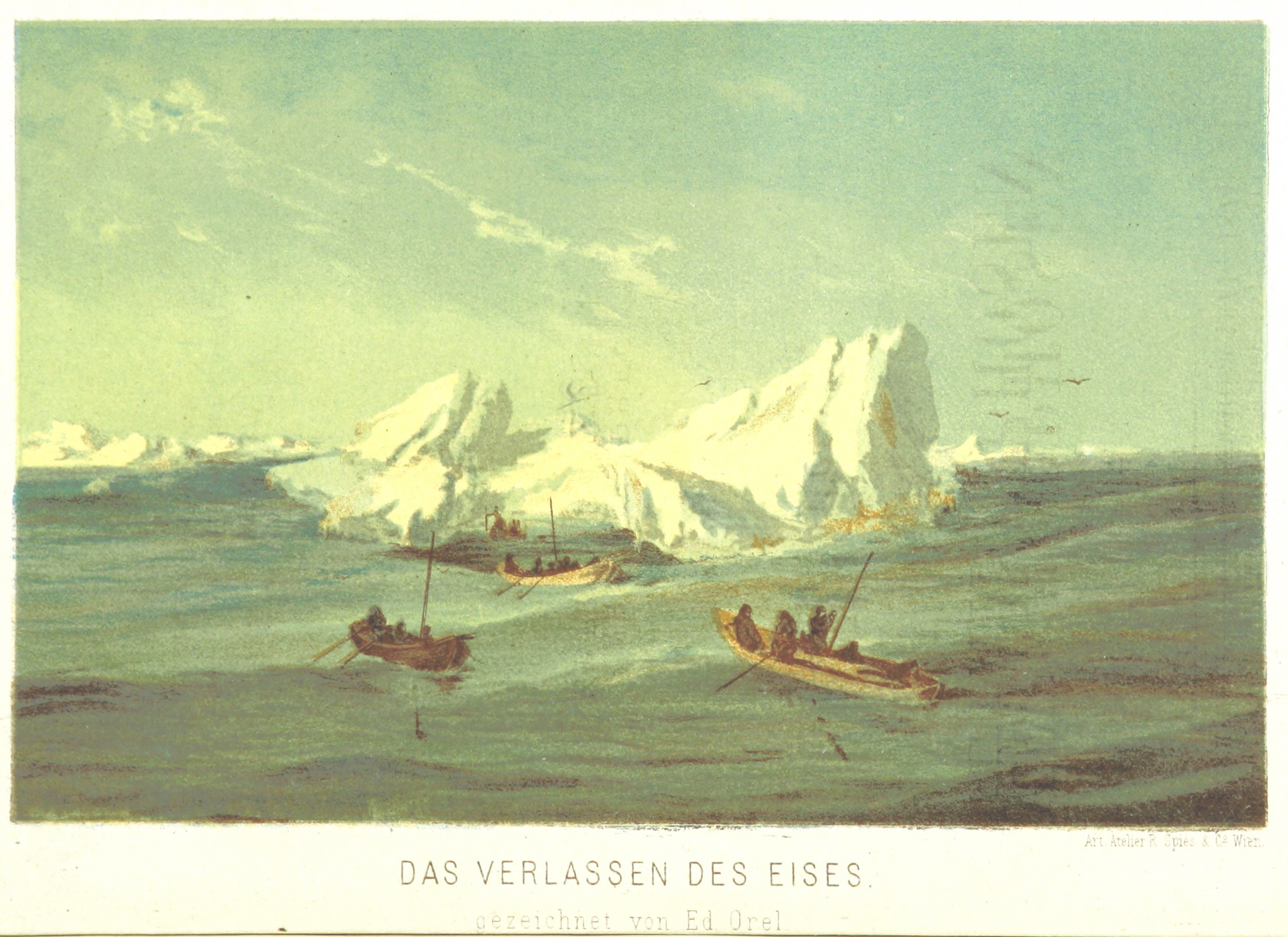
مغادة الجليلد - لوحة من رسم إدوارد أوريل

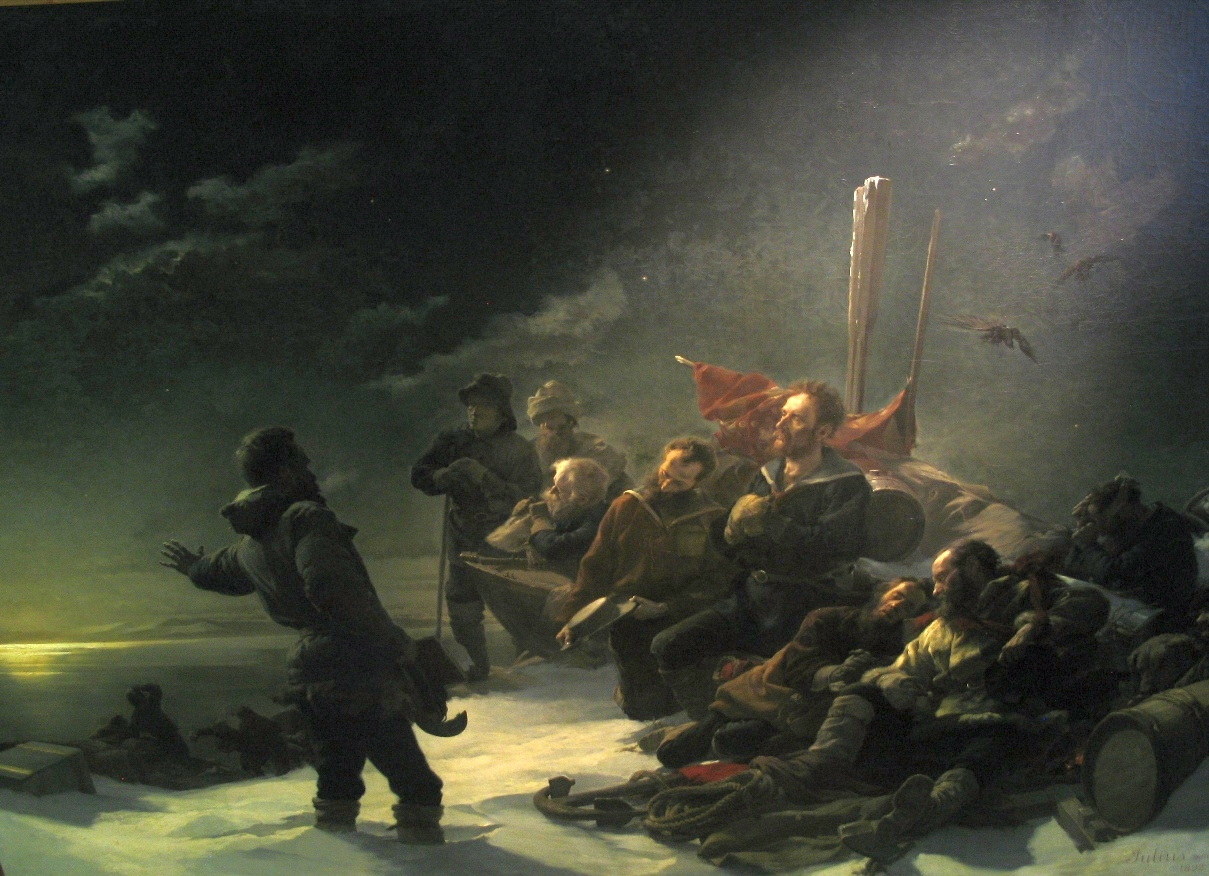
لوحة يوليوس باير: لا عودة!، متحف التاريخ العسكري في فيينا

بعد أيام قليلة من عودة بايير غادرت البعثة السفينة العالقة وبدأت طريق العودة فوق الجليد على الزلاجات والقوارب، حيث استخدمت خمسة من القوارب محمّلة على زلاجات، وشحنت جميع الأدوات وسجلات فيبريخت وضباطه خلال فترة الإقامة التي امتدت لعامين في طرود مقاومة للماء والصدمات، وسحبت الزلاجات فوق برّية جليدية وثلجية وعرة فيها عدد لا يحصى من الكتل والمطبات والشقوق والشقوق، لتجد بعد أسابيع أن الرياح غير المواتية القادمة من الجنوب قد حرّكت الكتل الجليدية التي كان يسير عليها الطاقم المتعب نحو الشمال مرة أخرى. وهكذا وجدوا أنفسهم في يوليو قد عادوا إلى نقس مستوى السفينة المهجورة التي كان بمقدورهم رؤيتها. أراد البعض، في حالة من الذعر واليأس، العودة إلى المركب العالق والتسليم لقدرهم هناك، ولكن فيبرخت نجح، والكتاب المقدس في يده، في إقناع الطاقم المنهك والجائع والمُحبط بمعاودة السير جنوباً من أجل النجاة. في وقت لاحق وثّق باير هذا المشهد في اللوحة الزيتية الضخمة «لا عودة!» المعروضة اليوم في متحف تاريخ الجيش في فيينا.
بعد مسيرة شهر نحو الجنوب، وقد توقف انجراف الجليد في تلك الأثناء، وصلت البعثة في أغسطس 1874 البحر المفتوح، وقد حالفها بذلك بعض الحظ لكون خط الجليد قد تراجع نحو الشمال في ذلك العام. بعد ستة أيام من التجديف عثرت عليهم في عرض البحر سفينتا صيد روسيتان بالقرب ساحل نوفايا زيمليا عند مصب نهر بوهوفا، وبعد مفاوضات صعبة حصل فيها الصيادون على ثلاثة قواربـ، وبعض البنادق، و1200 روبل فضية، أوصلوهم إلى ميناء فاردو النرويجي.
في 25 سبتمبر 1874 وصل فريق البعثة إلى المحطة الشمالية في فيينا ولاقى ترحيبا حافلا رافقه إلى وسط المدينة، ويصف تقرير إحدى الصحف استقبال البعثة العائدة كما يلي: يمكن للعربات التقدم خطوة بخطوة فقط لبلوغ المحطة الشمالية [...] ليس من المبالغة افتراض أن ربع مليون شخص قد حضروا حفل الاستقبال".
لاحقا رفّع الإمبراطور فرانز جوزيف الأول يوليوس باير لاحقًا إلى طبقة النبلاء بلقب فارس قابل للتوريث.

## وصول الرسالة في زجاجة بعد 104 أعوام
في عام 1874، وعندما أقنع كارل فيبرشت الطاقم بالمثابرة، كتب رسالة وصف فيها الأحداث ووضعها في زجاجة تركها للبحر. عُثر على هذه الزجاجة بعد 104 سنوات، في عام 1978 من قبل المستكشف الروسي فلاديمير سيروف في جزيرة لامونت في أرخبيل فرانتس يوزيف، ووصلت هذه الرسالة إلى فيينا في العام 1980عبر القنوات الدبلوماسية، وهي الآن ملك لأكاديمية العلوم النمساوية.

## أهمية الاكتشاف

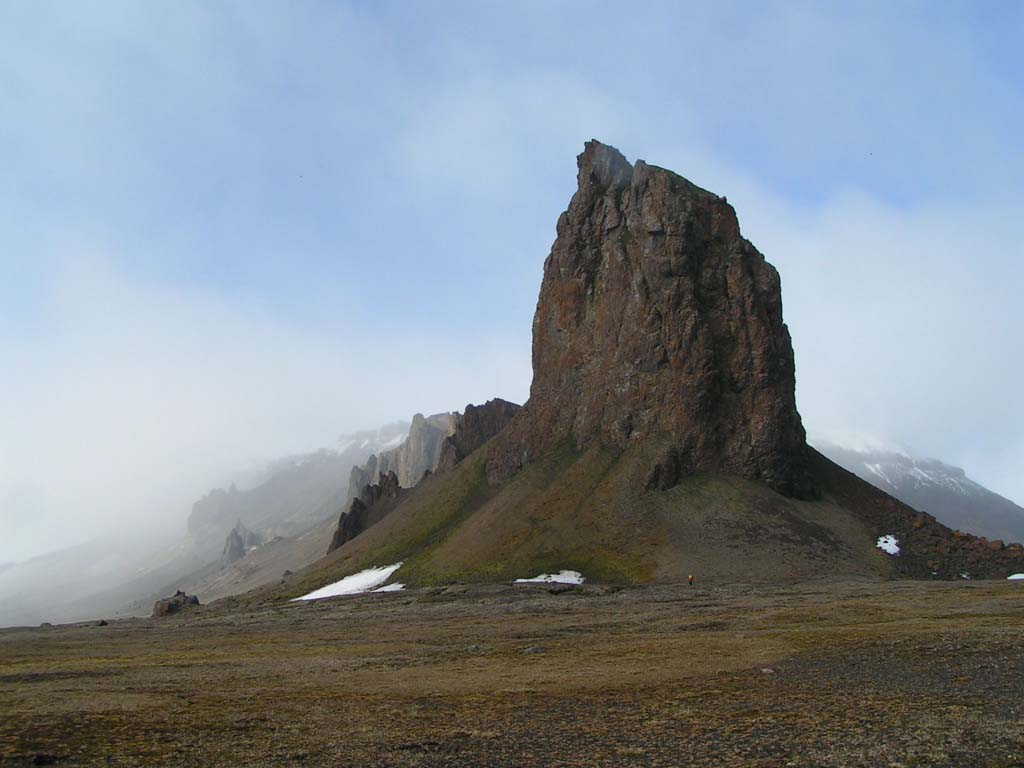
رأس تيغتهوف في جزيرة هول، من اكتشافات بعثة القطب الشمالي النمساوية المجرية

كان لاكتشاف الأرض وتجارب الرحلة الاستكشافية مساهمة أساسية في البحث القطبي، لا سيما في اكتشاف الممر الشمالي الشرقي على يد أدولف إريك نوردنسكيولد، كما دفعت إلى تأسيس منظمة السنوات القطبية الدولية البحثية التي حولت ما كان يشبه السباق الرياضي بين بعثات قطبية فردية إلى تعاون علمي عالمي في استكشاف المناطق القطبية. علاوة على ذلك وطئ ببعثة فيبرخت/باير أقصى شمال أوراسيا لأول مرة في التاريخ المعروف في رأس فليغلي، ودحضت نظرية البحر القطبي الشمالي الخالي من الجليد [الإنجليزية].
نُشرت نتائج بعثة القطب الشمالي العلمية (الأرصاد الجوية والفلكية والجيولوجية والمغناطيسية والقطبية وكذلك نتائج علم الحيوان) في مذكرة لأكاديمية العلوم في عام 1878. بالإضافة إلى ذلك، نشر يوليوس باير كتابه «بعثة القطب الشمالي النمساوية المجرية في الأعوام 1872-1874» في عام 1876، ورسم كذلك لوحات هي اللوحات الوحيدة التي رسمها مستكشف قطبي بنفسه عن بعثته، وأشهرها لوحة «لا عودة!» التي تظهر كيف منع قادة الحملة البحارة من العودة إلى السفينة المهجورة بعد فشل المحاولة الأولى الشاقة للتوجه جنوبا، وشجعوهم على المحاولة الثانية التي تكللت بالنجاح في نهاية المطاف.
منذ ذلك الحين، تناولت أعمال أدبية وفنية مختلفة هذه الرحلة الاستكشافية.

## معروضات متحفية
وثقت رحلة القطب الشمالي النمساوية المجرية بالتفصيل في القاعة البحرية لمتحف التاريخ العسكري في فيينا، حيث تُعرض على الشاشة الكثير من اللوحات التي رسمها يوليوس باير، بما في ذلك لوحة «لا عودة!» الضخمة، وهناك أيضًا نماذج من السفن المعروضة تتعلق بالحملة الاستكشافية ووثائق ومذكرات يوليوس فون باير المجموعة 24 لفة، وصورا عن الحملة.

## تذكار
- خلّدت تسميات شوارع في فيينا الحملة وأبطالها، فأطلق في العام 1875 اسم «شارع القطب الشمالي» على شارع في حي فيينا الثاني ليوبولدشتادت، وأطلق اسما فيبريخت وباير على جادتين في حي فيينا السادس عشر، اوتاكرينغ. كما أطلق اسم يوليوس باير على جادة في حي فيينا الثاني والعشرين. كما أطلق اسم ممول الحملة، الكونت فيلتشيك على جادة في حي فيينا العاشر، كما توجد في حي فيينا الرابع عشر ثكنة فيغا-باير-فيبريخت العسكرية.
- كما أطلق اسم باير على شارعين في كل من غراتس ومودلينغ في النمسا، وأطلق اسم فيبرخت على جادة في فينر نويشتادت تتقاطع مع جادة سميت باسم كيرش الذي توفي في الحملة.
في عام 1875ألف الموسيقي إدوارد شتراوس الذي أعجب بالبعثة "مارش فيبرخت-باير (العمل 120).[4]
سمي المخيمات اللذان أقامهما منتدى الفضاء النمساوي في محاكاة ميدانية لسطح كوكب المريخ عام 2013 "معسكر فيبرخت" و"قاعدة باير".[5][6]

## فيلم
- مصيدة الجليد - رحلة تيغتهوف إلى القطب الشمالي، سيناريو إليزابيث غوغنبرغر وإخراج هيلموت فويتل. دراما وثائقية، 3 ساعات، 2003.

## أدبيات (باللغة الألمانية)
- Julius Payer, Carl Weyprecht: Oesterreichisch-ungarische Nordpol-Expedition. 1872 bis 1874. In: M(oritz) A(lois) Becker (Red.): Mittheilungen der k.k. Geographischen Gesellschaft Wien. Band 17.1874. Verlag der Gesellschaft, Wien 1874, S. 389–417. – Volltext online.
- Julius Payer: Die österreichisch-ungarische Nordpol-Expedition in den Jahren 1872–1874, nebst einer Skizze der zweiten deutschen Nordpol-Expedition 1869–1870 und der Polar-Expedition von 1871, Alfred Hölder, Wien 1876.
- Frank Berger: Julius Payer. Die unerforschte Welt der Berge und des Eises. Tyrolia-Verlag, Innsbruck /Wien 2015, ISBN 978-3-7022-3441-6.
- Enrico Mazzoli und Frank Berger: Eduard Ritter von Orel (1841–1892). Triest 2010, ISBN 978-88-96940-38-9.
- Manfried Rauchensteiner: Die Payerschlange. Die geheimnisvollen Aufzeichnungen eines alternden Genies. In: Viribus Unitis. Jahresbericht 2000 des Heeresgeschichtlichen Museums, Wien 2001, S. 9–40.
- Christoph Höbenreich: Expedition Franz Josef Land. In der Spur der Entdecker nach Norden. Expeditionsbildband über die Payer-Weyprecht-Gedächtnisexpedition 2005, die österreichisch-ungarische Nordpolarexpedition 1872–1874, die Polarreise des Eisbrechers Kapitan Dranitsyn 2006 und einer umfassenden Expeditionschronik. Verlag Frederking und Thaler, München 2007, ISBN 978-3-89405-499-1.
- Ursula Rack: Sozialhistorische Studie zur Polarforschung anhand von deutschen und österreich-ungarischen Polarexpeditionen zwischen 1868–1939. In: Berichte zur Polar- und Meeresforschung. Band 618.2010, ISSN 1618-3193. Alfred-Wegener-Institut für Polar- und Meeresforschung, Bremerhaven 2010. – Volltext online (PDF).
- Johan Schimanski und Ulrike Spring: Passagiere des Eises. Polarhelden und arktische Diskurse 1874. Böhlau Verlag, Wien 2015, ISBN 978-3-205-79606-0.
- Christoph Ransmayr: Die Schrecken des Eises und der Finsternis. Christian Brandstätter Verlag & Edition, 1984, ISBN 3-85447-043-6.